# 黎崇宣
黎崇宣（？年—？年），字孺旬，广东广州府番禺縣人。明末政治人物。

## 生平
崇祯三年（1630年）庚午科广东乡试舉人，四年（1631年）联捷辛未科进士，刑部观政后，授广德州知州，六年降任福建布政司照磨，十三年起补江西袁州府推官，没有就任。聞知明朝灭亡，哀痛而卒。著有《怡情集》。